# Ирина Брауншвейгская
Ирина Брауншвейгская (нем. Irene von Braunschweig, греч. Ειρήνη), урожд. Адельгейда (нем. Adelheid; 1293 — 16 августа 1324 или 17 августа 1324, Текирдаг, Византия) — первая супруга Андроника III Палеолога, в браке императрица Константинополя, однако она скончалась прежде, чем её муж стал единоличным императором.

## Биография
Дочь Генриха I, герцога Брауншвейг-Люнебургского, и его супруги Агнес Мейсенской.
В марте 1318 года она вышла замуж за Андроника Палеолога. Он был старшим сыном Михаила IX Палеолога и Риты Армянской. Её свекор был в то время младшим соправителем со своим собственным отцом, Андроником II Палеологом. Она перешла в православие и взяла имя Ирина. У них был только один ребёнок, сын (июнь 1320 — февраль 1322), который умер в детстве.
Её супруг провозгласил себя императором, что ненадолго сделало её императрицей. Она умерла в Райдесте 16 или 17 августа 1324 года во время гражданской войны (1321—1328) между Андроником II и Андроником III. После её смерти Андроник III женился на Анне Савойской.
Ирина похоронена в монастыре Константина Липса (освящен в 907 году), расширенном в 1281—1303 гг. и ставшем под покровительством императрицы Феодоры царской усыпальницей. Это событие подробно освящено в  русской литературе XV века, поскольку в том же монастыре похоронена Анна, дочь Василия I, например в «Хождении инока Зосимы».